# 圖茲盧賈

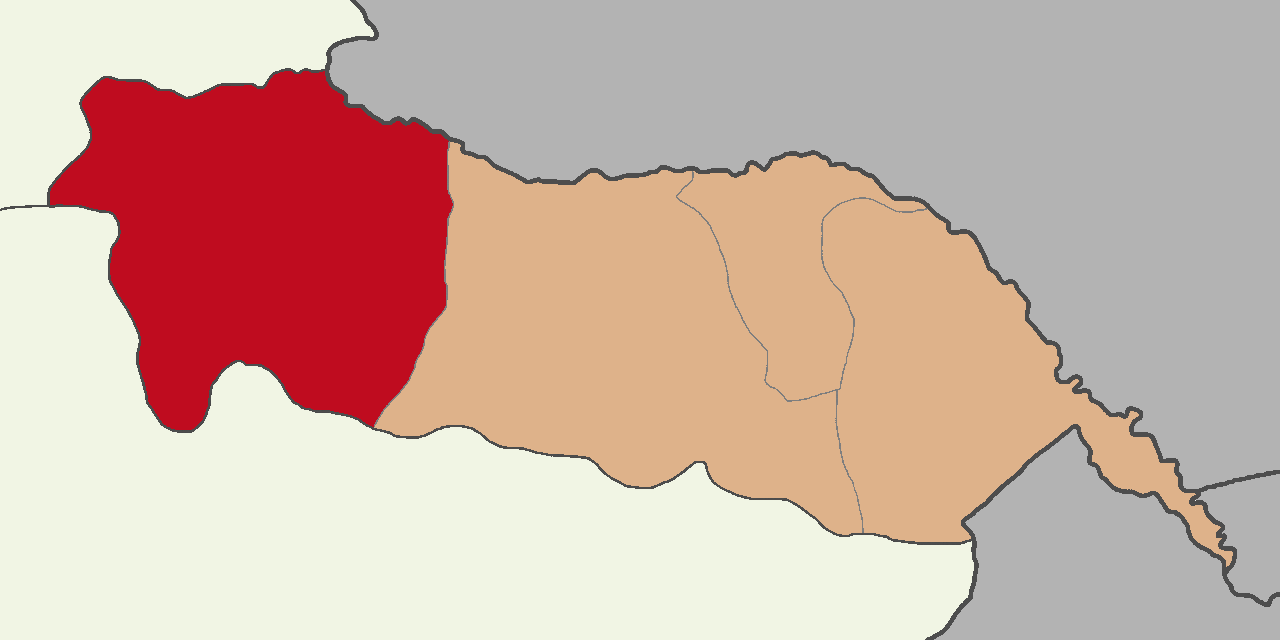

圖茲盧賈是土耳其的城鎮，由厄德爾省負責管轄，位於該國東部，毗鄰與亞美尼亞接壤的邊境，面積1,254平方公里，海拔高度1,150米，2007年人口11,239。

## 外部連結
- （土耳其文） Official website of the Tuzluca Municipality（页面存档备份，存于）
- （土耳其文） Official website of the Tuzluca District（页面存档备份，存于）
- （土耳其文） Iğdır's News website